# Regina Maria Pia (1863)
Panserskibet Regina Maria Pia lagde navn til den fjerde og hidtil største serie af panserskibe i den nye italienske marine, der blev skabt, da Italien blev samlet i 1861. Værftskapaciteten i Italien var begrænset, så marinen måtte gøre brug af udenlandske værfter. De fire skibe i Regina Maria Pia-klassen blev derfor bygget i Frankrig, der var et foregangsland for panserskibsbygning, og marinen fik moderne konstruktioner med jernskrog, der alle holdt i 40 år eller mere. Navnet Regina Maria Pia (dronning Maria Pia) var til ære for kong Viktor Emanuel 2.'s datter Maria Pia, der var gift med den portugisiske konge Ludvig 1.

## Tjeneste
Regina Maria Pia deltog lige som de øvrige italienske panserskibe i slaget ved Lissa mod den østrigske flåde i juli 1866. Skibet lå som nummer to i den agterste 3. division af den italienske flåde, efter Re di Portogallo og deltog i kampen mod det østrigske skrue-linjeskib Kaiser.
Efter krigen mod Østrig fik skibet nyt artilleri i to omgange. I 1888-90 blev det ombygget for sidste gang, og fik ved den lejlighed rigningen erstattet af militærmaster. Det velbyggede skib holdt helt til 1904.